# Cono Sur
El Cono Sur és una de les sis àrees que conformen l'Àrea metropolitana de Lima. Està situat a la part del sud de la metròpoli i d'aquí li ve el seu nom. Els nivells socioeconòmic d'aquest districte són variats. Gran part de la població tanmateix pertany a la classe baixa i mitjana. Una excepció a això tanmateix serien els districtes de Chorrillos, San Bartolo, i Santa Maria del Mar, la població dels quals se situa entre la Classe mitjana i alta. Molts dels residents que viuen en aquests districtes són immigrants de diverses regions del país. Alguns van desenvolupar comunitats reeixides com Villa El Salvador, mentre altres encara viuen en allotjaments pobres coneguts com a Pueblos Jóvenes. L'àrea és popular per les seves platges i la seva població a la costa augmenta durant els mesos d'estiu.

## Districtes
Els districtes següents formen part del Cono Sur:
- Chorrillos
- Lurín
- Pachacamac
- Pucusana
- Punta Hermosa
- Punta Negra
- San Bartolo
- San Juan de Miraflores
- Santa María del Mar
- Villa El Salvador
- Villa María del Triunfo